# Тетива (геометрија)
У геометрији, тетива је дуж која спаја било које две тачке на кружници. Најдужа тетива кружнице која уједно пролази кроз њен центар назива се пречник.
Генерално, тетива означава било коју линију која спаја две тачке на било каквој кривој. Средишње тачке неке две паралелне тетиве унутар неке елипсе су колинеарне.